# Suurbraak
Die Kleinstadt Suurbraak (auch Zuurbraak) liegt jeweils rund 20 Kilometer östlich von Swellendam und westlich von Heidelberg in der Lokalgemeinde Swellendam, Distrikt Overberg in der südafrikanischen Provinz Westkap auf 220 Meter Höhe über dem Meeresspiegel am Fuß der Langeberg Mountains. 2011 hatte Suurbraak 2252 Einwohner.
Hier wurde 1812 eine Missionsstation der Londoner Missionsgesellschaft gegründet – ein Teil der ehemaligen Mission kann, nach einer zwischenzeitlich durchgeführten Restaurierung, besichtigt werden. Die Missionare wollten vorrangig die Khoikhoi ausbilden und zum christlichen Glauben bekehren. Zwischen 1828 und 1848 wuchs die Siedlung auf Initiative des deutschen Theologen Heinrich Helms. 1837 wurde dann auch eine Kirche gebaut, aber etwa 1870 verließen die Missionare den Ort. Seit 1876 gehört das Kirchgebäude zur niederländisch-reformierten Kirche Südafrikas.